# Matej Jonjić
Matej Jonjić (født 29. januar 1991) er en kroatisk fodboldspiller, som spiller for den japanske fodboldklub Cerezo Osaka.